# Karl Heinrich von Bogatzky

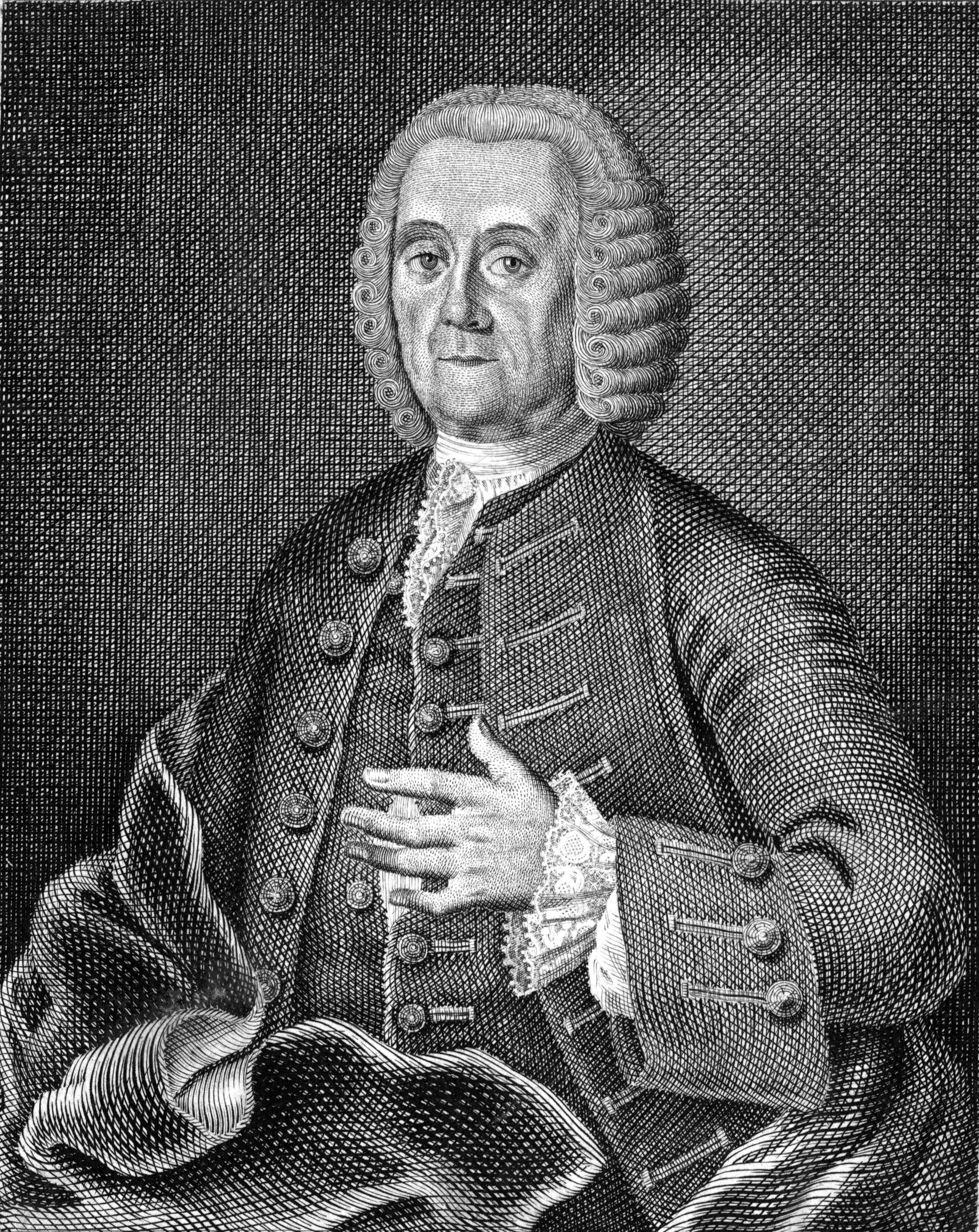
Karl Heinrich von Bogatzky

Karl Heinrich von Bogatzky oder Carl Heinrich von Bogatzky (* 7. September 1690 in Jankowe bei Militsch in Niederschlesien; † 15. Juni 1774 in Halle (Saale)) war ein deutscher religiöser Erbauungsschriftsteller und Liederdichter des halleschen Pietismus.

## Leben
Karl Heinrich von Bogatzky wurde 1690 auf dem seinem Vater gehörenden Gut Jankowe (auch Jantkawe, „Hansdorf“, genannt) „in der Militscher freyen Standesherrschaft“ als Sohn von Eva Eleonora von Kalckreuth († 1715) und ihrem Ehemann Johann Adam von Bogatzky († 1718), einem zunächst protestantischen österreichischen Oberstleutnant aus polnischem Adel, geboren und in der katholischen Kirche von Jankowe getauft.
Nachdem seine Mutter erfuhr, dass ihr Ehemann katholisch geworden sei, schickte sie den frommen Karl Heinrich zu einem protestantischen Verwandten namens von Brandenstein nach Sachsen. Karl Heinrich von Bogatzky wurde Page am herzoglichen Hof im sächsischen Weißenfels. Danach wurde er in Breslau Page bei dem Grafen Heinrich XXIV. von Reuß-Köstritz. Bogatzky nahm 1713 in Breslau ein Jurastudium auf. Im selben Jahr studierte er auch Jura und Theologie, unter anderem bei den Pietisten Johann Franz Buddeus und Stulte, an der Universität Jena. Bei einem Besuch 1714 bei August Hermann Francke in Halle drang Bogatzky nach eigener Überzeugung zu einem lebendigen Glauben durch und entschloss sich am Grab seiner Mutter Eva Eleonore geb. von Kalckreuth Ende 1715 gegen den Willen des Vaters zum Theologiestudium. Dieser brach 1716 den Kontakt zu seinem Sohn ab, für den er eine Offizierslaufbahn vorgesehen und bereits eine Stelle als Fähnrich in der österreichischen Kavallerie in seinem in Ungarn stationierten Regiment besorgt hatte.
Im Jahr 1715 setzte Bogatzky, finanziell unterstützt von Heinrich XXIV., zunächst sein Jurastudium  in Halle fort und wechselte dann 1717 zur Theologie.
Bogatzky brach jedoch bereits aus gesundheitlichen Gründen 1718 sein Theologiestudium wieder ab und konnte demzufolge kein Predigtamt übernehmen. Er wirkte dann als privater Seelsorger und Erbauungsprediger vornehmlich in adeligen Kreisen in Schlesien, Böhmen und Sachsen. Er hielt sich auch in Glaucha auf, wo er mit dem dortigen Grundherren Johann Friedrich von Kessel und dem Pfarrer Johann Mischke befreundet war und 1725 wohl als Lehrer im Waisenhaus bis zu dessen Schließung 1728 tätig war. 1726 heiratete er in Glaucha seine Cousine Barbara von Felß (* 1694), die durch seinen Einfluss eine Bekehrung im Sinne des halleschen Pietismus erfahren hatte. Mit ihr hatte Bogatzky zwei Söhne (1728 wurde Gotthilf und 1730 ein zweiter geboren), die nach dem Tod seiner Frau (1734  auf dem Gut der Gräfin Eleonore Charlotte Gfug in Manze) von Freunden (der zweite Sohn ab 1740 von dem Grafen Reuß-Köstritz) erzogen wurden. Er selbst hatte ab 1728 ein unstetes Wanderleben als geistlicher Berater protestantischer Adliger geführt (mit dem Peilauer Grafen Ernst Julius von Seidlitz war er befreundet), lebte nach dem Tod seiner Frau zunächst bei seiner Schwester in Breslau, dann am Hof des Grafen Reuß in Köstritz und ab 1740 als Kammerjunker des ebenfalls pietistisch geprägten Herzogs Christian Ernst von Sachsen-Saalfeld in Saalfeld. Nach dessen Tod erhielt der inzwischen völlig mittellose Bogatzky 1746 freie Wohnung vom Sohn Franckes im Waisenhaus in Halle, wo er weiterhin als Schriftsteller tätig war und am 15. Juni 1774 starb.

## Schriften

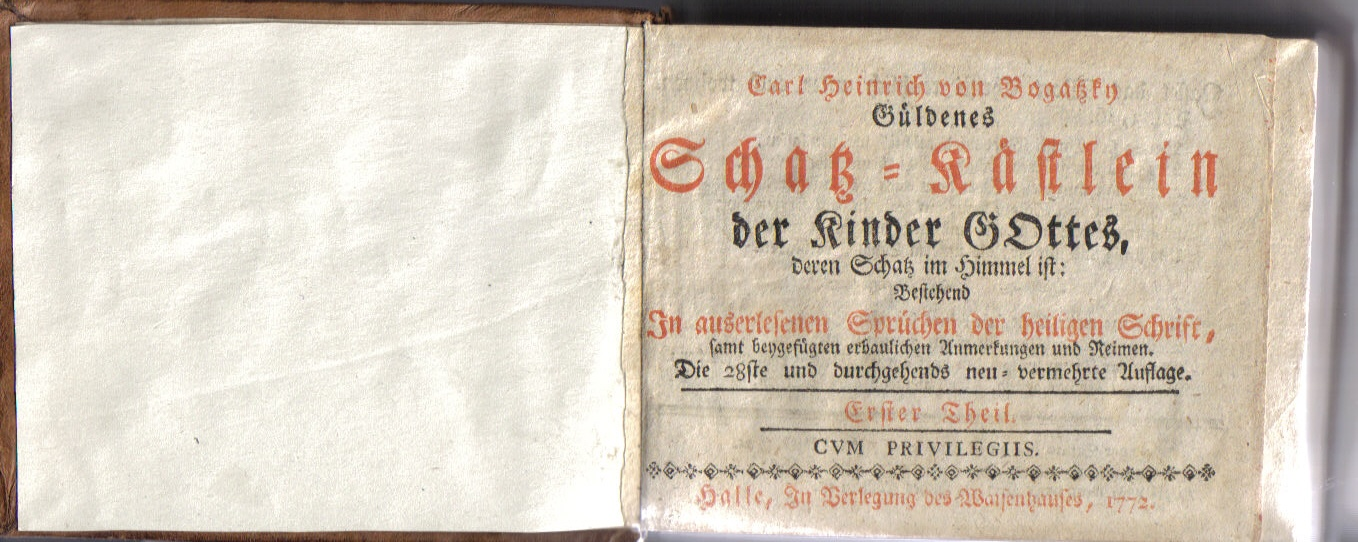
Güldenes Schatz-Kästlein der Kinder Gottes – 28. Aufl., Halle 1772

Unter seinen Erbauungsschriften befindet sich das vielverbreitete Güldene Schatz-Kästlein der Kinder Gottes, das in erster Auflage 1718 in Bogatzkys Studienzeit erschien. Er gab zudem das bewegende Schreiben der evangelischen Anna von Reibnitz heraus, die wegen der drohenden Zwangskatholisierung ihrer Kinder 1703 aus Schlesien geflohen war.
Nicht minder bekannt wurden seine Geistlichen Gedichte (Halle 1749) und Lieder (Halle 1756), darunter: Wach' auf, du Geist der ersten Zeugen, das bis in die Gegenwart in evangelischen Gesangbüchern verortet ist (EKG 216, EG 241). Sein Lebenslauf, von ihm selbst beschrieben, erschien 1801 in Halle, hrsg. von Albert Knapp, in neuer Ausgabe Berlin 1872.